# 庞沙乌帕齐拉
庞沙乌帕齐拉 (英语: Pangsha Upazila) 是孟加拉国达卡专区拉杰巴里县的一个乌帕齐拉。

## 地理
龐沙位於23°47′30″N 89°25′00″E / 23.7917°N 89.4167°E。其區域內有54,424戶家庭，總面積為414.24 平方公里。